# God natt, Ers Majestät
God natt, Ers Majestät är en bok av Villemo Linngård Oksanen och med illustrationer av Åshild Kanstad Johnsen. Boken gavs ut 2015.

## Handling
Den väldigt lille kungen kan inte sova. Inte ens med hjälp av ett glas varm mjölk, pyjamasen med guldkronor, gosekaninen med sammetsöronen eller att hänga upp-och-ner som en fladdermus. Alla i slottet hjälper till, men varken borgmästaren eller riddare Anges lyckas få kungen att somna. Till slut kommer hjälpen från ett oväntat håll. 